# Masio
Masio (piemontesisch Mas) ist eine Gemeinde in der italienischen Provinz Alessandria (AL), Region Piemont.

## Lage und Einwohner
Masio liegt rund 20 km westlich von der Provinzhauptstadt Alessandria und 22 km östlich von Asti auf einer Höhe von 142 m über dem Meeresspiegel am Fluss Tanaro. Das Gemeindegebiet umfasst eine Fläche von 22 km² und hat 1273 (Stand 31. Dezember 2023) Einwohner.
Die Nachbargemeinden sind Cerro Tanaro (AT), Cortiglione (AT), Felizzano, Incisa Scapaccino (AT), Oviglio, Quattordio und Rocchetta Tanaro (AT).

### Bevölkerungsentwicklung

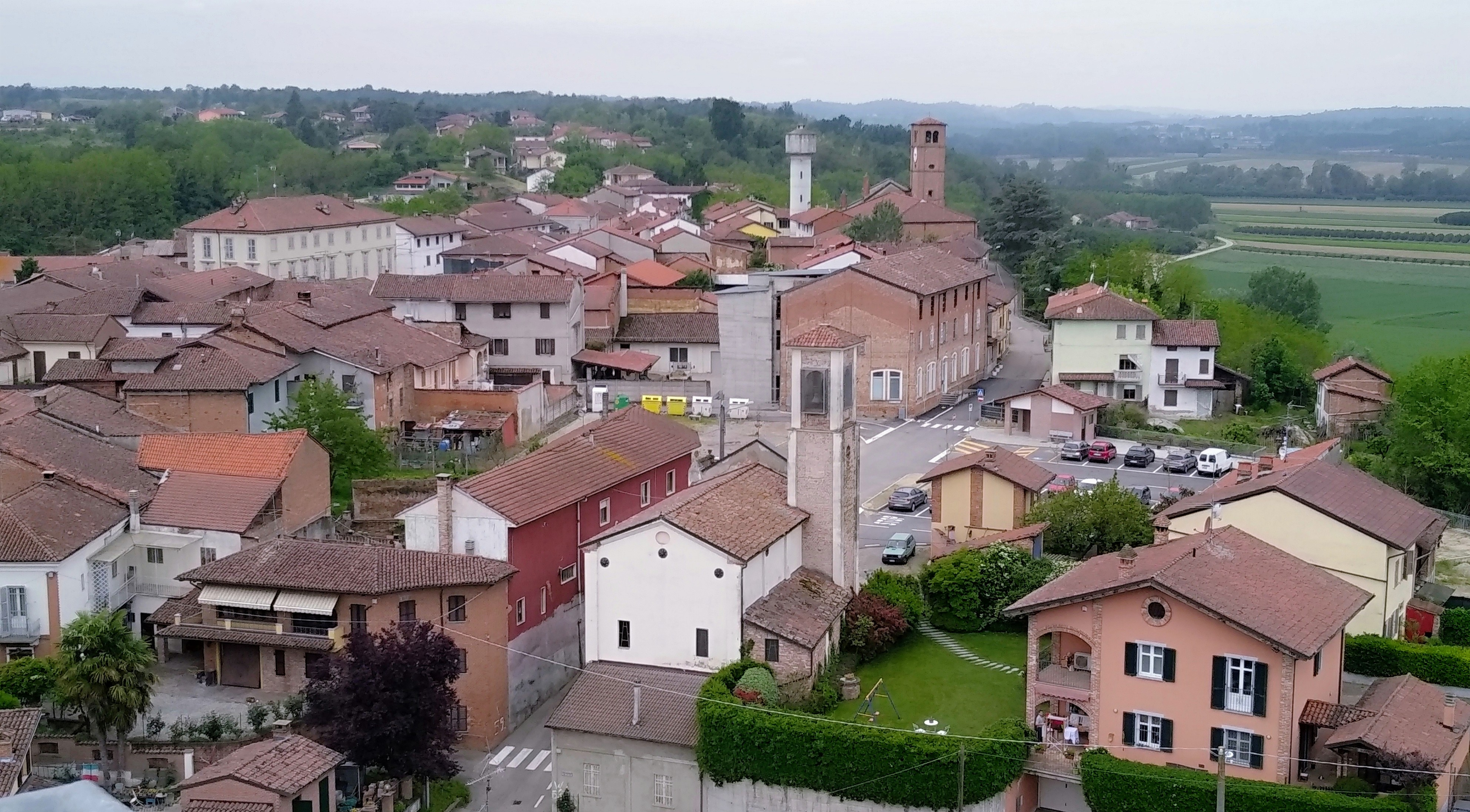
Panorama

## Geschichte

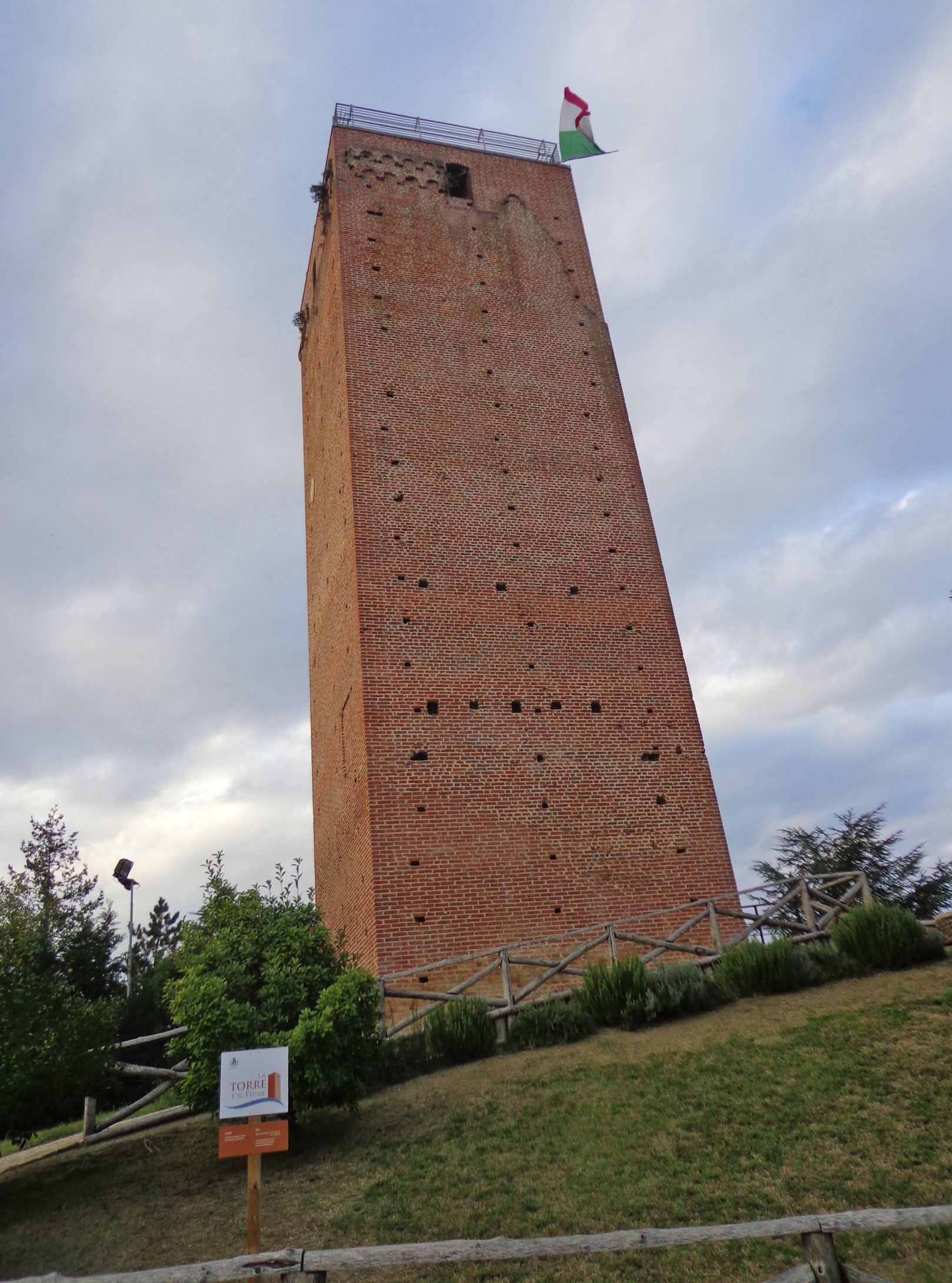
Der Turm von Masio

Der Ortsname ist seit 889 als „Massius“, „Villa Masias“, „Masius“, „Maxus“, „Mascius“, „Maxius“, „Maxio“, „Maço“ und „Mazo“ belegt. , „Maxa“ und „Maxia“ und scheint vom lateinischen MAN(S)UM, „Wohnung, Bauernhaus“, abgeleitet zu sein.
Seine Ursprünge reichen bis ins Mittelalter zurück. Im Jahr 1190 verbündeten sich die Bewohner mit Alessandria und Asti und versprachen gegenseitige Hilfe im Falle von Kriegsangriffen. Mitte des 13. Jahrhunderts befahl Asti jedoch Alessandria, keinerlei Rechte an dem Dorf zu erwerben, und 1218 kaufte Asti wiederum ihre Gerichtsanteile von verschiedenen einheimischen Familien. Einige Jahre später beanspruchte Bonifacio di Monferrato die Hälfte des Alessandria-Gebiets und schürte damit weitere Konflikte mit dem Zentrum von Asti, mit dem das Dorf noch lange Zeit verbunden blieb, bis die Familien Civalieri di Quattordio und Olivazzi die Herrschaft übernahmen.

## Sehenswürdigkeiten
- Der mittelalterliche Turm, der restauriert wurde und wieder in seiner ursprünglichen Pracht erstrahlt.
- Die Pfarrkirche San Dalmazzo, die im 15. Jahrhundert im gotischen Stil auf den Überresten eines antiken romanischen Bauwerks erbaut wurde.
- Die Burg von Redabue aus dem 12. Jahrhundert, die durch Facino Cane 1403 in Brand gesteckt wurde.

## Kulinarische Spezialitäten
Bei Masio werden Reben der Sorte Barbera zur Erzeugung des Rotweins Barbera del Monferrato angebaut.